# Hemigrammus
 Hemigrammus  (griechisch hemi „halb“, gramme „Linie“: „mit halber Seitenlinie“) ist eine Gattung tropischer Süßwasserfische aus der Salmlerfamilie Acestrorhamphidae. Die im nördlichen und mittleren Südamerika beheimateten Fische sind vergleichsweise klein und schwarmbildend.

## Merkmale
Hemigrammus-Arten werden zwei bis zehn Zentimeter lang. Ihr Körper ist langgestreckt, unterschiedlich hoch und seitlich abgeflacht. Die Rückenflosse ist kurz, die Afterflosse lang. Beide sind im Vorderteil zugespitzt. Eine Fettflosse ist vorhanden. Die Schwanzflosse ist zweilappig. Im Unterschied zu den Arten der Gattung Hyphessobrycon, mit denen im Übrigen eine nahe Verwandtschaft besteht, sind die Arten der Gattung Hemigrammus an der Schwanzflossenbasis beschuppt. Außerdem unterscheiden sich die Gattungen durch die Bezahnung.

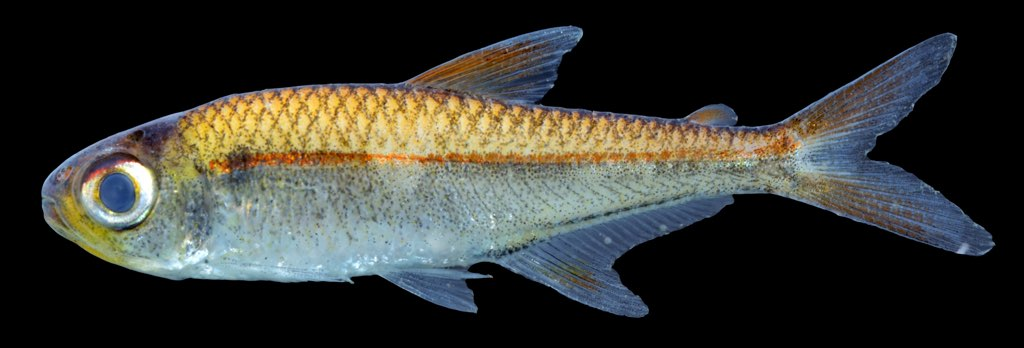
Goldstrich-Glassalmler (H. elegans)

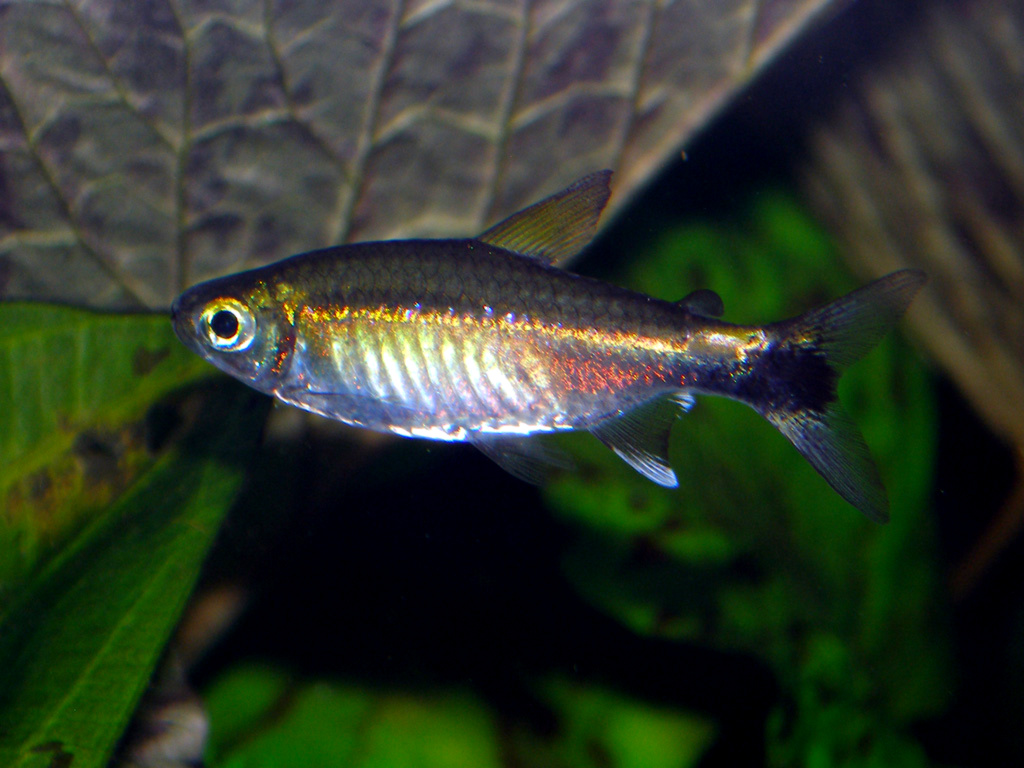
Grüner Neon (H. hyanuary)

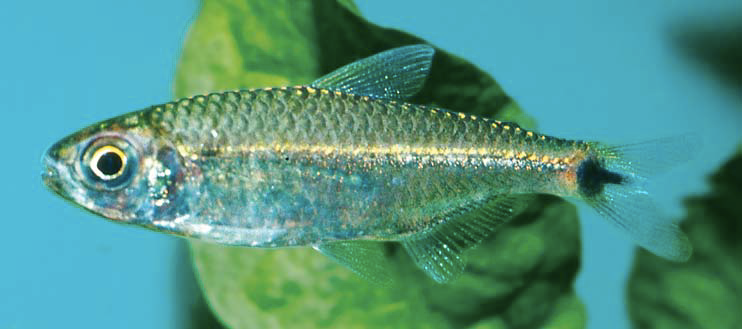
H. levis

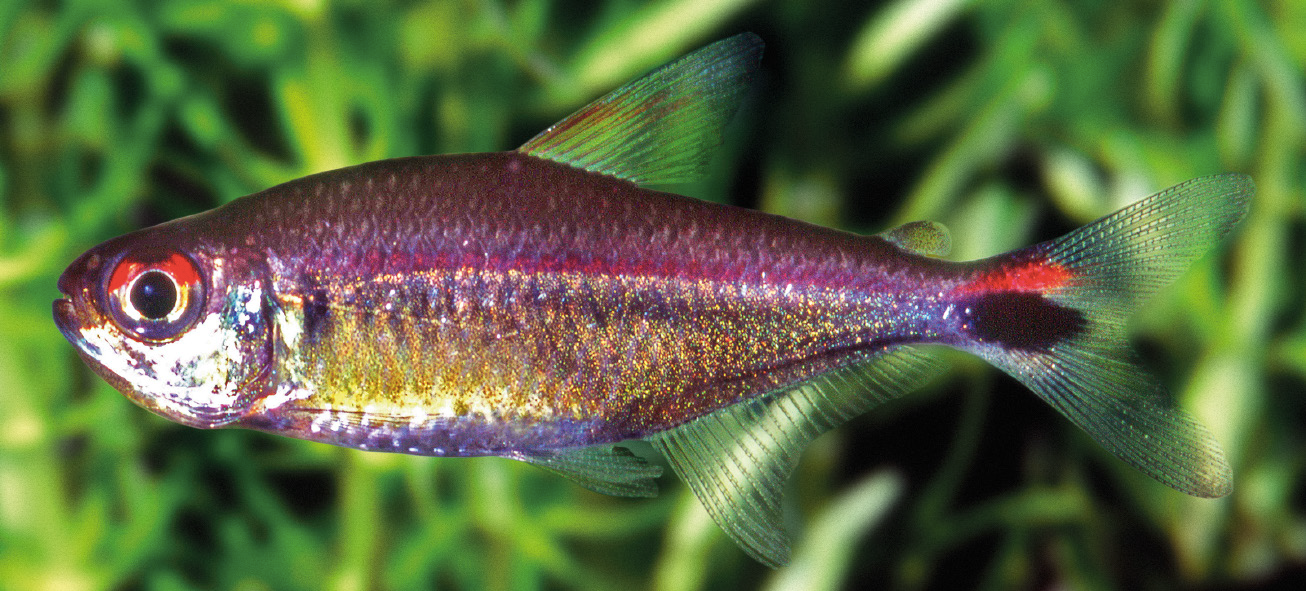
H. rubrostriatus,
Unterfamilie Hyphessobryconinae

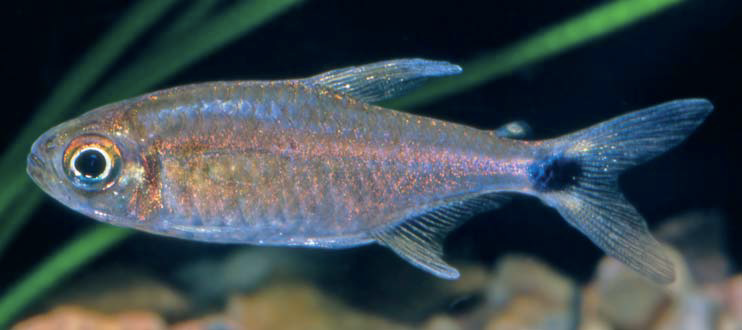
H. schmardae

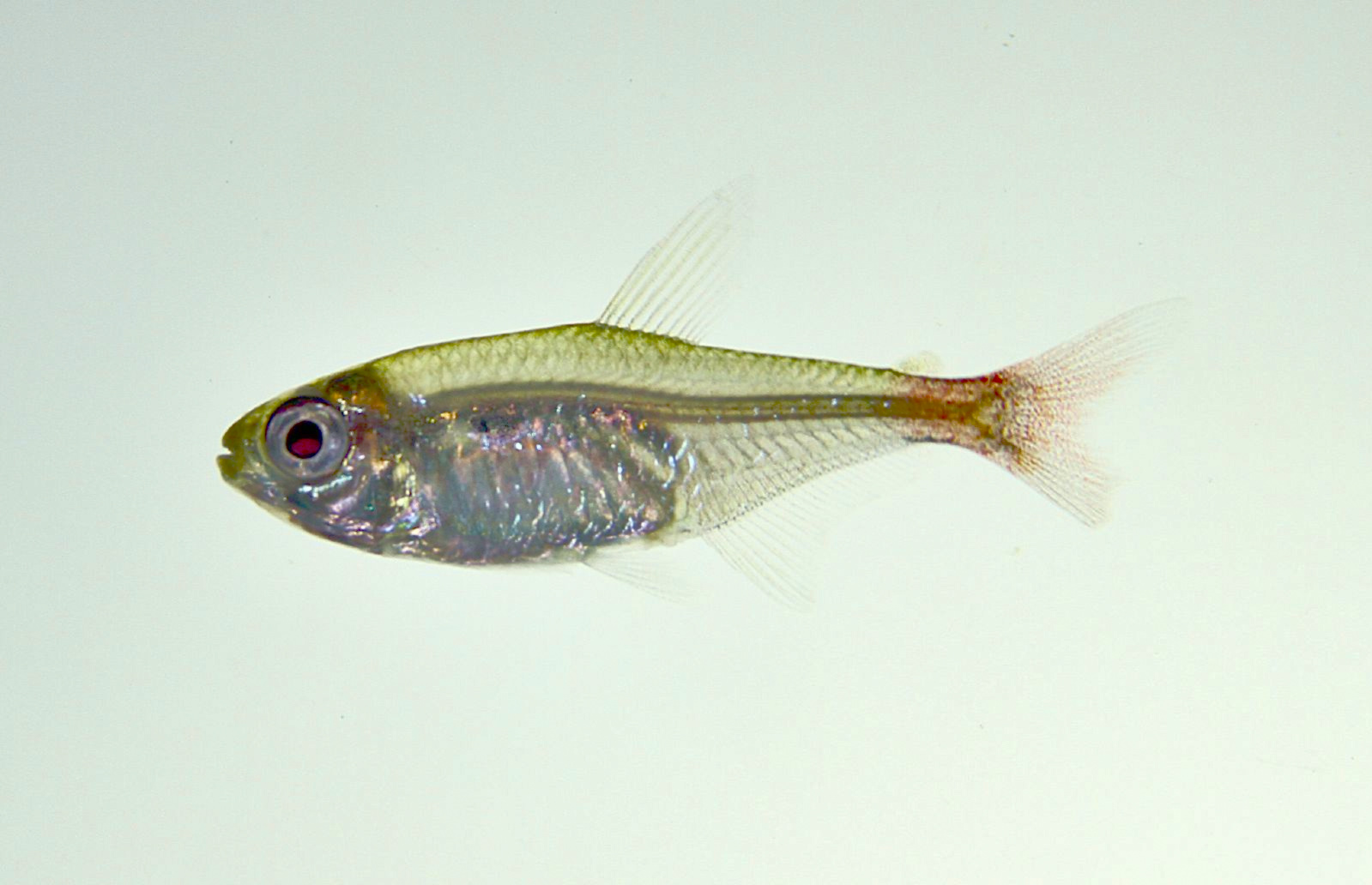
Blutschwanzsalmler (H. stictus), Unterfamilie Megalamphodinae

## Arten
- Hemigrammus aereus Géry, 1959
- Hemigrammus amacayacu Albornoz‐Garzón et al., 2019
- Hemigrammus analis Durbin, 1909
- Hemigrammus apiaka (Esguícero & Castro, 2017)
- Hemigrammus arua Lima, Wosiacki & Ramos, 2009
- Hemigrammus ataktos Marinho et al., 2014
- Hemigrammus barrigonae Eigenmann & Henn, 1914
- Bellotti-Rotaugensalmler (Hemigrammus bellottii (Steindachner, 1882))
- Hemigrammus boesemani Géry, 1959
- Hemigrammus brevis Ellis, 1911
- Hemigrammus changae Ota et al., 2019
- Hemigrammus coeruleus Durbin in Eigenmann, 1908
- Hemigrammus collettii (Steindachner, 1882)
- Hemigrammus copei (Steindachner, 1882)
- Hemigrammus cupreus Durbin in Eigenmann, 1918
- Hemigrammus cylindricus Durbin, 1909
- Hemigrammus diagonicus Mendonça & Wosiacki, 2011
- Hemigrammus eigenmanni (Géry, 1964)
- Goldstrich-Glassalmler (Hemigrammus elegans (Steindachner, 1882))
- Glühlichtsalmler (Hemigrammus erythrozonus Durbin, 1909)
- Südamerikanischer Fadensalmler (Hemigrammus filamentosus Zarske, 2011)
- Hemigrammus flavus (Britzke & Troy & Oliveira & Benine 2018)
- Hemigrammus gracilis (Lütken, 1875)
- Hemigrammus grammica (Eigenmann, 1912)
- Grüner Neon oder Costellosalmler (Hemigrammus hyanuary Durbin in Eigenmann, 1918)
- Hemigrammus iota Durbin, 1909
- Hemigrammus kuroobi Reia & Benine, 2019
- Hemigrammus levis Durbin in Eigenmann, 1908
- Hemigrammus lunatus Durbin in Eigenmann, 1918
- Hemigrammus machadoi Ota et al., 2014
- Hemigrammus mahnerti Uj & Géry, 1989
- Bassamsalmler (Hemigrammus marginatus Ellis, 1911)
- Hemigrammus matai Eigenmann, 1918
- Hemigrammus maxillaris (Fowler, 1932)
- Hemigrammus megaceps Fowler, 1945
- Hemigrammus melanochrous Fowler, 1913
- Hemigrammus melogrammus (Eigenmann, 1908)
- Hemigrammus micropterus Meek in Eigenmann & Ogle, 1907
- Hemigrammus microstomus Durbin in Eigenmann, 1918
- Hemigrammus mimus Böhlke, 1955
- Hemigrammus ora Zarske, Le Bail & Géry, 2006
- Hemigrammus orthus Durbin, 1909
- Hemigrammus parana Marinho, Carvalho, Langeani & Tatsumi, 2008
- Hemigrammus pretoensis Géry, 1965
- Messingsalmler (Hemigrammus rodwayi Durbin, 1909)
- Rotstreifen-Salmler (Hemigrammus rubrostriatus Zarske, 2015)
- Hemigrammus schmardae (Steindachner, 1882)
- Hemigrammus silimoni Britski & Lima, 2008
- Blutschwanzsalmler (Hemigrammus stictus (Durbin, 1909))
- Hemigrammus taphorni Benine & Lopes, 2007
- Hemigrammus tocantinsi Carvalho, Bertaco & Jerep, 2010
- Hemigrammus tridens Eigenmann in Eigenmann & Ogle, 1907
- Hemigrammus tupebas (Esguícero & Castro, 2017)
- Flaggensalmler (Hemigrammus ulreyi (Boulenger, 1895))
- Schwanzstrichsalmler (Hemigrammus unilineatus (Gill, 1858)), Typusart
- Hemigrammus vorderwinkleri Géry, 1963
- Hemigrammus xaveriellus Lima et al., 2020[2]

## Systematik

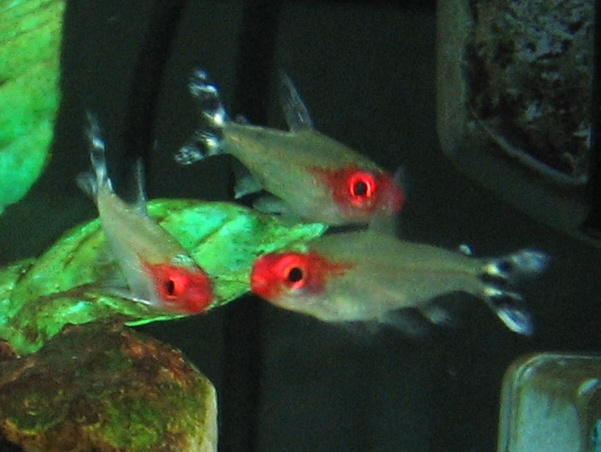
Blehers Rotkopfsalmler (Petitella bleheri)

Die Gattung Hemigrammus wurde 1858 durch den US-amerikanischen Ichthyologen Theodore Nicholas Gill eingeführt. Heute umfasst die Gattung etwa 60 Arten. Sie ist jedoch nicht monophyletisch. Arten der Gattung verteilen sich auf verschiedene Unterfamilien (Hyphessobryconinae, Megalamphodinae, Pristellinae, Stichonodontinae und Thayeriinae) der Acestrorhamphidae, wobei der Schwanzstrichsalmler (H. unilineatus), die Typusart der Gattung Hemigrammus, zur Unterfamilie Pristellinae gehört. Hemigrammus ora bildet mit zwei Arten aus der ebenfalls nicht monophyletischen Gattung Jupiaba eine bisher unbeschriebene Unterfamilie. Hemigrammus stictus gehört zur Unterfamilie Megalamphodinae und bildet dort zusammen mit den Gattungen Axelrodia, Brittanichthys, Petitella und den Neonfischen (Paracheirodon) eine an das Leben in Schwarzwasserflüssen angepasste Klade. Die Hemigrammus ocellifer-Artengruppe wurde 2024 als eigenständige Gattung (Holopristis) abgetrennt. Der Rotmaulsalmler und Blehers Rotkopfsalmler, beide bei der Erstbeschreibung in die Gattung Hemigrammus gestellt, gehören schon seit 2020 zu Petitella.

## Aquaristik
Die friedlichen Tiere eignen sich meist ausgezeichnet zur Haltung in Aquarien. Sie bevorzugen zumeist ein eher weiches, leicht saures Wasser. Die Farbschönheit der meisten Tiere kommt vor einem dunklen Bodengrund am besten zur Geltung.